# Batrichthys
Batrichthys is een geslacht van straalvinnige vissen uit de familie van kikvorsvissen (Batrachoididae). Het geslacht is voor het eerst wetenschappelijk beschreven in 1935 door Smith.

## Soorten
- Batrichthys albofasciatus Smith, 1934
- Batrichthys apiatus (Valenciennes, 1837)
- Batrichthys felinus (Smith, 1952)